# Nowy Barkoczyn (osada)
Nowy Barkoczyn – osada kaszubska w Polsce, położona w województwie pomorskim, w powiecie kościerskim, w gminie Nowa Karczma.